# 지방도 제1037호선
지방도 제1037호선(개천 ~ 대의선)은 경상남도 고성군 개천면 가천리와 의령군 대의면 쇠목재를 잇는 경상남도의 지방도이다. 의령군 궁류면 ~ 가례면 구간은 미개통 구간이다. 고성군 개천면에서 국가지원지방도 제30호선과 지방도 제1002호선과 만나면서 시작되어, 지방도 제1040호선, 지방도 제1004호선, 국도 제2호선, 국도 제20호선과 중복되기도 하며, 지방도 제1013호선과 만나면서 끝난다.

## 연혁
- 2002년 11월 21일 : 진주시 지수면 청담리 ~ 의령군 화정면 상정리 1.54 km 구간 개통[1]
- 2002년 12월 9일 : 박령도로(의령군 화정면 화양리) 370m 구간 개량 개통[2]
- 2003년 2월 20일 : 노선 폐지 및 재지정[3][4]
- 2003년 11월 21일 : 의령군 의령읍 서동리 ~ 가례면 수성리 구간 1.29 km 개통[5]
- 2003년 11월 27일 : 가례우회도로 개통으로 인해 의령군 가례면 가례리 ~ 수성리 1.0 km 구간 노선 변경[6]
- 2009년 10월 15일 : 지방도 노선 조정[7]
- 2020년 10월 8일: 종점을 의령군 궁류면에서 대의면으로 변경[8]

## 주요 경유지
- 고성군
  - 개천면 가천리 - 수리고개
- 진주시
  - 일반성면 수리고개 - 남산교 - 남산삼거리 - 남산리
  - 진성면 대사교 - 대사리 - 대온초등학교(폐교) - 온수리 - 온수교
  - 일반성면 온수교 - 운천리 - 반성역
  - 사봉면 무촌리 - 백야교 - 사봉삼거리 - 사봉삼거리 - 우곡교 - 사곡삼거리 - 방촌삼거리 - 우곡삼거리 - 사봉초등학교 - 사봉면 행정복지센터 - 추동삼거리 - 봉곡리 - 봉대 교차로
  - 지수면 청원리 - 지수육교 - 지수 나들목 입구 - 지수초등학교(폐교) - 지수면 행정복지센터 - 승산교 - 청담리 - 장박교
- 의령군
  - 화정면 장박교 - 화양리 - 화양삼거리
  - 의령읍 외산다소류지 - 상리 - 중리 - 하리 - 남천교 - 남천삼거리 - 의령국민체육센터 - 서부삼거리 - 의령군보건소 - 서동리 - 의령버스터미널
  - 가례면 가례리 - 가례초등학교 - 수성리 - 괴진교 - 괴진리 - 서암저수지 - 개승리 - 자굴산자연휴양림
  - 대의면 쇠목재

## 중복 구간
- 진주시 사봉면 사봉삼거리 ~ 봉대 교차로 : 지방도 제1004호선과 중복
- 의령군 화정면 장박교 북단 ~ 화양삼거리 : 지방도 제1040호선과 중복
- 의령군 의령읍 남천삼거리 ~ 서부삼거리 : 국도 제20호선과 중복

## 도로명
- 고성군 개천면 가천리 ~ 진주시 사봉면 백야교 북단 : 일사로
- 진주시 사봉면 백야교 북단 ~ 추동삼거리 : 동부로
- 진주시 사봉면 추동삼거리 ~ 봉대 교차로 : 사군로
- 진주시 사봉면 봉대 교차로 ~ 의령군 화정면 장박교 북단 : 지수로
- 의령군 화정면 장박교 북단 ~ 화양삼거리 : 화정로
- 의령군 화정면 화양삼거리 ~ 의령읍 남천삼거리 : 벽화로
- 의령군 의령읍 남천삼거리 ~ 서부삼거리 : 의령대로
- 의령군 의령읍 서부삼거리 ~ 서동리 : 의병로8길
- 의령군 의령읍 서동리 ~ 가례면 가례리 : 의병로
- 의령군 가례면 가례리 ~ 개승리 : 가례로
- 의령군 가례면 개승리 ~ 대의면 쇠목재: 자굴산로